# August Neilreich

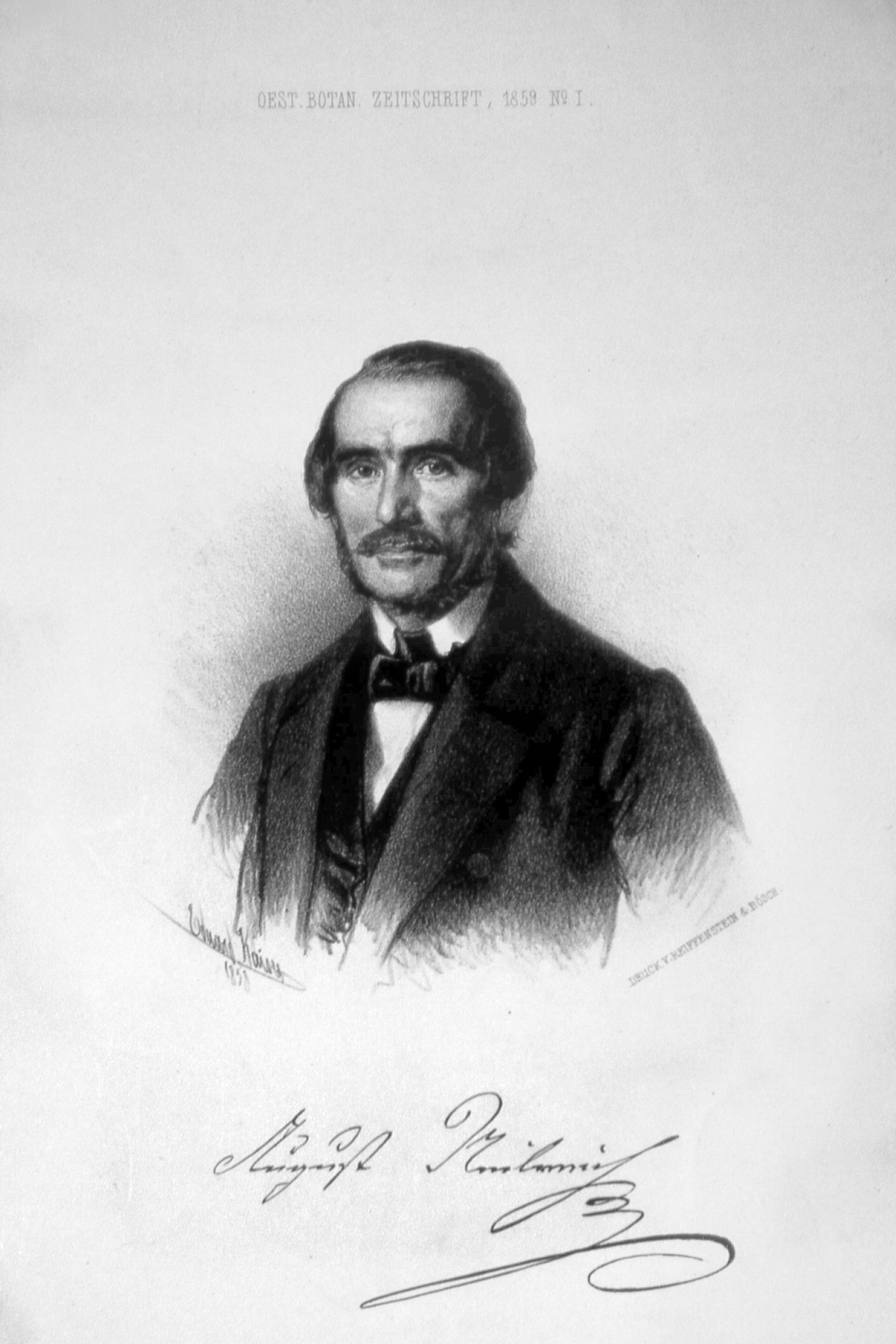
August Neilreich, Lithographie von Eduard Kaiser, 1858

August Neilreich (* 12. Dezember 1803 in Wien; † 1. Juni 1871 ebenda) war ein österreichischer Botaniker und Jurist. Sein offizielles botanisches Autorenkürzel lautet „Neilr.“ Er beschäftigte sich vor allem mit der Flora im Raum Wien und Niederösterreich.

## Leben
Neilreich interessierte sich seit seiner Jugend für Naturwissenschaften und wurde von seinem Elternhaus dabei stark gefördert. Nach einem Besuch des Schottengymnasiums von 1815 bis 1820 studierte er Jus und promovierte 1827. Ein Jahr später erhielt er eine Stelle als Richteramtsanwärter in Wien. Seit 1831 betrieb er neben seinem Beruf ein intensives autodidaktisches Studium der Pflanzenwelt angeregt durch Karl von Enderes und Ludwig von Köchel und er knüpfte Kontakte zu den Wiener Botanikern Stephan Ladislaus Endlicher, Franz Unger, Reisseck und Eduard Fenzl. Seine 1846 erschienene Flora von Wien, welche auf über 800 Exkursionen basiert und im Gegensatz zu vorangegangenen Werken anderer Autoren detaillierte Beschreibungen der Arten und ihrer Fundorte enthält, verschaffte ihm große Anerkennung. 1847 zum Civilgerichtsrath befördert, kam ihm die Entwicklung der Eisenbahntechnik bei seinen Exkursionen zugute. Jedoch war seine Lunge seit längerer Zeit angegriffen, ohne dass dies aber rechtzeitig diagnostiziert und behandelt worden wäre. 1856 brach seine Tuberkuloseerkrankung voll aus, und Neilreich wurde von den behandelnden Ärzten vor die Wahl gestellt, entweder seinen Beruf oder die Botanik aufzugeben: er entschied sich für letztere, suchte um vorzeitige Pensionierung an und wurde in den Ruhestand versetzt. Anstrengende Exkursionen und Bergbesteigungen waren ihm jedoch nicht mehr möglich. Trotzdem erschien 1858 bis 1859 seine auch aus heutiger wissenschaftlicher Sicht hochqualitative Flora von Niederösterreich, die großen Anklang fand und Neilreich eine Reihe von Ehrungen einbrachte. Im Jahr 1860 wurde er zum Mitglied der Leopoldina gewählt. Nachdem sich 1862 sein Gesundheitszustand massiv verschlechtert hatte, konnte er das Haus kaum mehr verlassen. Seine Pläne eine Flora von Krain und dem Küstenland zu schreiben konnte er nicht mehr umsetzen. Neilreich verstarb 1871 und wurde am Liesinger Friedhof bestattet, seit 1986 handelt es sich um ein Ehrengrab der Gemeinde Wien. Seine rund 14.000 Herbarbelege gelangten durch testamentarische Verfügung Neilreichs ins Naturhistorische Museum in Wien.

## Wirken
Bei seinen Forschungen fand er zahlreiche Pflanzen, die bis zu seiner Zeit unbekannt waren. Drei davon sind auch nach ihm benannt worden: der Ostalpen-Meier (Asperula neilreichii), die Mödlinger Feder-Nelke (Dianthus plumarius subsp. neilreichii) und die inzwischen als ausgestorben geltende Neilreich-Hauswurz (Jovibarba hirta var. neilreichii). Seine Werke gelten bis heute als Basis für weitere Forschungen. Erst in den letzten Jahren wurden neue Verzeichnisse über die in den beiden Bundesländern vorkommenden Pflanzen angelegt.

## Ehrungen
1875 wurde die Neilreichgasse in Wien-Favoriten und Wien-Liesing nach ihm benannt. Ihm zu Ehren erhielt auch die Pflanzengattung Neilreichia Fenzl aus der Familie der Korbblütler (Asteraceae) und die Pilzgattung Neilreichina Kuntze ihren Namen. Zudem wurde nach ihm das Organ des Vereins zur Erforschung der Flora Österreichs, die wissenschaftliche Zeitschrift Neilreichia benannt.

## Schriften
- Flora von Wien. Eine Aufzählung der in den Umgebungen Wiens wild wachsenden oder im Grossen gebauten Gefässpflanzen nebst einer pflanzengeographischen Uebersicht. 2 Bände, Wien 1846 (zobodat.at [PDF], zobodat.at [PDF]).
- Flora in Nieder-Österreich. 1859 (zobodat.at [PDF]), 1866 (zobodat.at [PDF]), 1896  (zobodat.at [PDF]).
- Nachträge zu Maly's Enumeratio plantarum phaneroganicarum imperii austriaci universi. Braumüller, Wien 1861, 348 Seiten (zobodat.at [PDF]).
- Aufzählung der in Ungarn und Slavonien bisher beobachteten Gefässpflanzen. Braumüller, Wien 1866, 111 Seiten (zobodat.at [PDF]).
- Diagnosen der in Ungarn und Slavonien bisher beobachteten Gefässpflanzen welche in Koch's Synopsis nicht enthalten sind. 1867, 147 Seiten (zobodat.at [PDF]).
- Die Vegetationsverhältnisse von Croatien. Wien 1868, 66 Seiten (zobodat.at [PDF]).